# Artúr király (opera)
Az Artúr király (King Arthur or the British Worthy) Henry Purcell ötfelvonásos szemi- vagy dramatikus operája. Szövegét John Dryden írta. Bemutatója 1691-ben volt Londonban.

## A mű keletkezésének története
John Dryden valószínűleg 1684-ben írta a szövegkönyv alapját, amit II. Károly trónra lépése 25. évfordulójára szánt, a király azonban 1685 februárjában meghalt. Az eredeti King Arthur szövege már nincs meg, de valószínűleg három felvonásból és egy prológusból állt. Hogy munkája ne vesszen kárba, a prológust, Louis Grabu spanyol zeneszerzővel zenésíttette meg, és így készült az Albion and Albanius című opera. Anglia új királya a katolikus II. Jakab lett, és Dryden, hogy kedvezőbbek legyenek a lehetőségei, áttért a katolikus hitre. Reményei nem váltak valóra, mert három év múlva Jakabot elűzték, és ismét protestáns uralkodója lett az országnak, II. Mária és férje, III. Vilmos személyében. Dryden ekkor már nem váltott vallást, el is vesztette az állását.
A zeneszerető II. Károly halála Purcell pályafutására is kedvezőtlenül hatott, de hasonlóan érintette ez a kor más vezető drámaíróit és zeneszerzőit is. Végül 1690-ben Thomas Betterton színész és színházigazgató megkockáztatta, hogy bemutatja Purcell Dioclesian című tragikomikus szemioperáját. Librettóját maga Betterton írta John Fletcher és Philip Massinger The Prophetess (A jósnő) című darabja alapján. A siker arra késztette Bettertont, hogy újabb művet kérjen Purcelltől, mégpedig Dryden Artúr királyának felhasználásával. Dryden és Purcell már azelőtt is több esetben dolgozott együtt, például Dryden írta a Dioclesian prológusát, vagy Purcell írta Dryden Amphitryonjának a kísérőzenéjét, és Dryden el volt ragadtatva Purcell zenéjétől. A darabon közösen dolgoztak, és a bemutatót 1691 közepén tartották meg.

## A mű szereplői
| Szerep                        | Hangnem                         | Prózai szerep                   |
| ----------------------------- | ------------------------------- | ------------------------------- |
| Philidel, légi szellem/kupidó | szoprán                         | Artúr király                    |
| Grimbald, földi szellem       | basszus vagy bariton            | Oswald, Kent szász királya      |
| Szász papok                   | basszus (vagy bariton) és tenor | Conon, Cornwal hercege          |
| Két valkür                    | szoprán és alt                  | Merlin, varázsló                |
| Brit harcos                   | tenor                           | Osmond, szász varázsló          |
| Pásztorok és pásztorlányok    | tenor, két szoprán/SATB kórus   | Aurelius, Artúr barátja         |
| Cold Genius                   | basszus                         | Albanact, Artúr testőrkapitánya |
| Két szirén                    | szoprán                         | Guillamar, Oswald barátja       |
| Három nimfa                   | szoprán                         | Emmeline, Conon lánya           |
| Aeolus                        | basszus                         | Matilda, Emmeline szolgája      |
| Nereida                       | szoprán                         |                                 |
| Pán                           | basszus                         |                                 |
| Vénusz                        | szoprán                         |                                 |
| He                            | basszus                         |                                 |
| She                           | szoprán                         |                                 |
| Comus                         | basszus                         |                                 |
| Honour                        | szoprán                         |                                 |

## A mű cselekménye

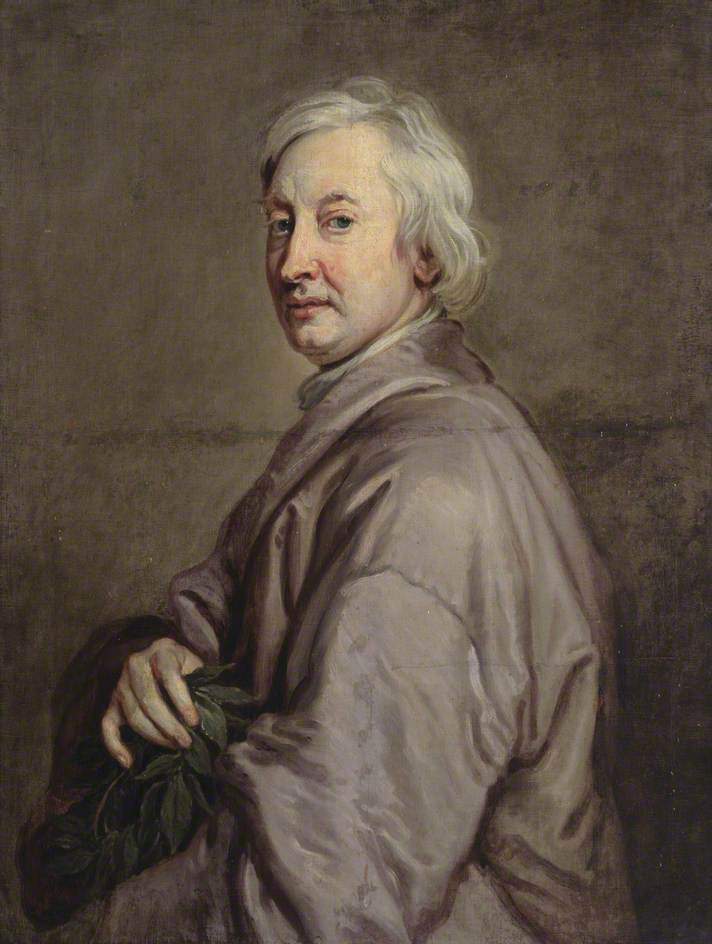
John Dryden portréja (1698)

Artúr, a keresztény brit király harcban áll az Oswald vezette pogány szászokkal. Oswald szerelmes Cornwall urának vak leányába, Emmeline-be, aki Artúr menyasszonya. Artúrt és menyasszonyát Merlin, Oswaldot pedig a szász varázsló, Osmond támogatja. A csatát a britek nyerik meg, de Oswald elrabolja Emmeline-t. Artúr ki akarja szabadítani a lányt az ellenséges várból, de ezt Osmond a varázslatával lehetetlenné teszi. Közbelép Merlin, és – hogy Emmeline ne legyen annyira kiszolgáltatott – visszaadja a szeme világát. A lány szépsége csodálattal tölti el Osmondot, és inkább a magáénak akarja, ezért fogságba veti Oswaldot. A varázslat hiába, a lány Artúrt szereti, és elutasítja Osmondot. Merlinnek végre sikerül feloldani a szász erődöt védő varázslatot, és megnyílt a lehetőség Artúr előtt menyasszonya megmentésére, bár újabb varázslatokkal is meg kell küzdenie. Osmond szabaddá teszi Oswaldot, hogy együtt léphessenek fel a brit királlyal szemben, de Artúr legyőzi Oswaldot, ám életét meghagyja. Jóslat érkezik arról, hogy a britek és a szászok egyesüléséből majd nagy nép fog születni, és a két vezér megbékél egymással.

## A mű színpadra állítása
Az ősbemutató pontos dátuma nem ismert, 1691. június 4. és 8. között lehetett, de van, aki májusra teszi az időpontot. A helyszín a londoni Dorset Garden Theatre volt, és az is biztos, hogy darab hatalmas sikert aratott, nagyobbat, mint amilyen a Dioclesian volt 1690-ben, illetve amilyet később, 1692-ben A Tündérkirálynő arat majd. Artúr szerepét a híres színész, Thomas Betterton alakította, annak ellenére, hogy akkor már az ötvenes éveiben járt. A kortárs írót, Roger North-ot elsősorban Charlotte Butler alakítása bűvölte el, aki Ámort (Kupidót) énekelte.
Az Artúr királyt Purcell életében még legalább kétszer színpadra állították, majd az 1690-es évek második felében is játszották. Ezt követően 1736-ban fedezték fel ismét, amikor is eleinte még változatlan formában adták elő, az ez utáni előadások azonban már bizonyos mértékű átdolgozások alapján születtek. Ilyen volt például az 1763-as dublini előadás, vagy David Garrick és Thomas Arne 1770-es változata. 1784-ben John Kemble és Thomas Linley komolyabban hozzányúlt a darabhoz, amit Arthur és Emmeline címen mutattak be.
Magyarországon 2007 őszén – koncertszerű előadásban, a prózai részek nélkül – mutatták be a Művészetek Palotájában, Vashegyi György vezényletével. 

## Zeneszámok
| Első felvonás - 1. jelenet: Első zene - 2. jelenet: Második zene - 3. jelenet: Air - 4. jelenet: Overture - 5. jelenet: Woden, first to thee – előjáték és ária - 6. jelenet: The white horse – ária - 7–8. jelenet: Brave Souls – előjáték, ária és kórus - 9. jelenet: I call ye all to Woden's hall – ária - 10. jelenet: Come if you dare – szimfónia, ária és kótus - 11. jelenet: Felvonás záró dallam Második felvonás - 12. jelenet: Hither this way bend – előjáték és ária - 13. jelenet: Let not a moon-born Elf – ária, ritornell - 14. jelenet: Come follow me – dialógus és kórus - 15. jelenet: How blest are Shepherds – tánc, ária és kórus - 16. jelenet: Shepherd, leave decoying – szimfónia és duett (dialógus) - 17. jelenet: Come Shepherds – kórus és kürt (hornpipe) - 18. jelenet: Felvonás záró dallam | Harmadik felvonás - 19. jelenet: What ho – előjáték és ária - 20. jelenet: What power art thou – előjáték és ária - 21. jelenet: Thou doting fool forbear – ária - 22. jelenet: Great love – ária - 23. jelenet: No part – ária - 24. jelenet: See, see – előjáték, kórus és tánc - 25. jelenet: Tis I, that have warn'd ye – ária, ritornell és kórus - 26. jelenet: Sound a Parley – előjáték és duett - 27. jelenet: Tis I, that have warn'd ye – ária, ritornell és kórus - 28. jelenet: Felvonás záró dallam (Air) Negyedik felvonás - 29. jelenet: Two Daughters – duett - 30a. jelenet: Passacaglia - 30b–d. jelenet: How happy the Lover – ária, ritornell és kórus - 30e–i. jelenet: No, no joy – dialógus és kórus - 31. jelenet: Felvonás záró dallam | Ötödik felvonás - 32a. jelenet: Prelude (trombita dallam) - 32b–c. jelenet: Ye Blust'ring Brethren – ária - 33. jelenet: Szimfónia - 34. jelenet: Round thy coasts – duett és kórus - 35a. jelenet: You say tis love – ária - 35b–c jelenet: This not my passion – ária és kórus - 35d–e jelenet: But one soft moment – ária és kórus - 36. jelenet: For folded flocks – duett - 37. jelenet: Your hay is mown – ária és kórus - 38. jelenet: Fairest Isle – ária - 39. jelenet: St George – kórus - 40. jelenet: Felvonás záró dallam (Chaconne) |

## Hangfelvételek
- Szereplők: Gillian Fisher, Elisabeth Priday, Gilian Ross, Jennifer Smith és mások. Közreműködik: English Baroque Soloists, vezényel: John Eliot Gardiner. Kiadó: Warner Music France, 1995. 2 CD
- Szereplők: Véronique Gens, Claron McFadden, Sandrine Piau, Iain Paton, Mark Padmore, Susannah Waters, François Bazola és mások. Közreműködik: Les Arts Florissants, vezényel: William Christie. Kiadó: Erato, 2011. 2 CD
- Szereplők: Isabel Rey, Barbara Bonney, Birgit Remmert, Michael Schade, Oliver Widmer, Michael Martens, Dietmar König, Peter Maertens, Christoph Bantzer, Roland Renner, Christoph Kail, Sylvie Rohner, Ulli Maier, Alexandra Henkel, Werner Wöbern. Közreműködik: a Concertus Musicus Wien, a Wiener Staatsoperchor, vezényel: Nikolaus Harnoncourt. A felvétel helye és ideje: Salzburgi Ünnepi Játékok, 2004. Kiadó: Euroarts, 2005. DVD

## Fordítás
- Ez a szócikk részben vagy egészben  a   King Arthur (opera) című angol Wikipédia-szócikk ezen változatának fordításán alapul.  Az eredeti cikk szerkesztőit annak laptörténete sorolja fel. Ez a jelzés csupán a megfogalmazás eredetét és a szerzői jogokat jelzi, nem szolgál a cikkben szereplő információk forrásmegjelöléseként.